# World of Stardom Championship
O World of Stardom Championship (ワールド・オブ・スターダム王座, Wārudo Obu Sutādamu Ōza) é um campeonato mundial de wrestling feminino pertencente à promoção World Wonder Ring Stardom. O título, que está no topo da hierarquia de campeonatos da Stardom, foi introduzido em 26 de junho de 2011, e a campeã inaugural foi coroada em 24 de julho de 2011, quando Nanae Takahashi derrotou Yoko Bito na final de um torneio de quatro mulheres.

## História

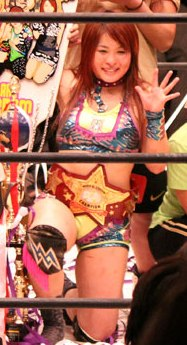
Io Shirai com o design anterior do título (2011–2020).

### Torneio inaugural (2011)
Em 24 de julho de 2011, Nanae Takahashi derrotou Yoko Bito na final de um torneio de quatro mulheres para se tornar a campeã inaugural.
|  | Semifinais        | Semifinais |                 |       | Final | Final |  |
|  |                   |            |                 |       |       |       |  |
|  | Mika Nagano       | Pin        |                 |       |       |       |  |
|  | Mika Nagano       | Pin        |                 |       |       |       |  |
|  | Yoko Bito         | 9:10       |                 |       |       |       |  |
|  | Yoko Bito         | 9:10       | Yoko Bito       |       |       |       |  |
|  |                   |            |                 |       |       |       |  |
|  |                   |            | Nanae Takahashi | 13:17 |       |       |  |
|  | Mercedes Martinez |            | Nanae Takahashi | 13:17 |       |       |  |
|  |                   |            |                 |       |       |       |  |
|  | Nanae Takahashi   | 12:21      |                 |       |       |       |  |

### Torneio de 2015
Em 22 de fevereiro de 2015, durante uma luta pelo título entre a então campeã Yoshiko e Act Yasukawa, Yoshiko começou a agir de maneira real contra Yasukawa, ferindo-a legitimamente, o que levou ao fim prematuro da luta. Yasukawa foi diagnosticada com fraturas nas bochechas, nariz e ossos orbitais, o que exigiria cirurgia. Três dias depois, Yoshiko foi despojada do título. Em 29 de março, Kairi Hojo derrotou Io Shirai na final de um torneio de quatro mulheres para conquistar o campeonato vago.
|  | Semifinais   | Semifinais |            |           | Final | Final |  |
|  |              |            |            |           |       |       |  |
|  | Io Shirai    | Pin        |            |           |       |       |  |
|  | Io Shirai    | Pin        |            |           |       |       |  |
|  | Takumi Iroha | 17:43      |            |           |       |       |  |
|  | Takumi Iroha | 17:43      |            | Io Shirai | 18:46 |       |  |
|  |              |            |            | Io Shirai | 18:46 |       |  |
|  |              |            | Kairi Hojo | Pin       |       |       |  |
|  | Kairi Hojo   | Pin        | Kairi Hojo | Pin       |       |       |  |
|  | Kairi Hojo   | Pin        |            |           |       |       |  |
|  | Kyoko Kimura | 12:24      |            |           |       |       |  |

Em 24 de setembro de 2017, durante uma luta entre a então campeã Mayu Iwatani e Toni Storm, o título mudou de mãos de forma não planejada, quando Iwatani deslocou o cotovelo de forma legítima, o que levou o árbitro a interromper a luta e conceder o campeonato a Storm.

### Origem e design do cinturão
O título é frequentemente referido simplesmente como o "Cinturão Vermelho", um nome famoso usado pela All Japan Women's Pro-Wrestling (AJW) para se referir ao seu WWWA World Single Championship (do qual Takahashi foi a última detentora em 2006). O cinturão foi criado pela empresa americana Top Rope Belts, com a decisão consciente de imitar o cinturão da AJW em termos de cor, com o presidente da Stardom, Rossy Ogawa, referindo-se à época de ouro da promoção como a "Idade de Ouro do Joshi Puroresu". O título também foi defendido no México e na França.

## Reinados
Em 7 de agosto de 2025, houve 19 reinados entre 14 campeãs e duas ocasiões em que o título ficou vago. Nanae Takahashi foi a campeã inaugural, além de detentora do reinado mais longo com 602 dias. Natsuko Tora tem o reinado mais curto, com 34 dias. Io Shirai, Mayu Iwatani e Tam Nakano têm os maiores números de reinados, com dois cada. Meiko Satomura é a campeã mais velha, com 35 anos, enquanto Yoshiko é a mais jovem, com 21 anos.
Saya Kamitani é a campeã atual em seu primeiro reinado. Ela conquistou o título ao derrotar Tam Nakano no Stardom Dream Queendom em 29 de dezembro de 2024.
| No.     | Ordem de reinados na história                         |
| Reinado | O número de reinados de cada lutadora                 |
| Dias    | Número de dias retidos                                |
| Defesas | Número de defesas bem-sucedidas                       |
| †       | Mudança de campeonato não é reconhecida pela promoção |
| <1      | O reinado durou menos de um dia                       |
| +       | Indica o reinado atual.                               |

| No.                                 | Campeã             | Mudança de Campeonato   | Mudança de Campeonato                             | Mudança de Campeonato | Estatísticas do Reinado | Estatísticas do Reinado | Estatísticas do Reinado | Notas | Ref.                        |
| No.                                 | Campeã             | Data                    | Evento                                            | Localização           | Reinado                 | Dias                    | Defesas                 | Notas | Ref.                        |
| ----------------------------------- | ------------------ | ----------------------- | ------------------------------------------------- | --------------------- | ----------------------- | ----------------------- | ----------------------- | --- | --------------------------- |
| World Wonder Ring Stardom (ST★RDOM) |                    |                         |                                                   |                       |                         |                         |                         | |                             |
| 1                                   | Nanae Takahashi    | 24 de julho de 2011     | Stardom × Stardom 2011                            | Tóquio, Japão         | 1                       | 602                     | 7                       | Derrotou Yoko Bito na final de um torneio de quatro mulheres para se tornar a campeã inaugural.                                                                                | [ 1 ] [ 18 ]                |
| 2                                   | Alpha Female       | 17 de março de 2013     | Stardom the Highest 2013                          | Tóquio, Japão         | 1                       | 43                      | 0                       | | [ 17 ] [ 20 ]               |
| 3                                   | Io Shirai          | 29 de abril de 2013     | Ryōgoku Cinderella                                | Tóquio, Japão         | 1                       | 468                     | 10                      | | [ 19 ] [ 22 ] [ 23 ]        |
| 4                                   | Yoshiko            | 10 de agosto de 2014    | Stardom × Stardom 2014                            | Tóquio, Japão         | 1                       | 199                     | 3                       | | [ 21 ] [ 25 ]               |
| —                                   | Vago               | 25 de fevereiro de 2015 | —                                                 | Tóquio, Japão         | —                       | —                       | —                       | Yoshiko foi despojada do campeonato e suspensa indefinidamente por agredir e lesionar legitimamente Act Yasukawa em sua quarta defesa de título no dia 22 de fevereiro.        | [ 7 ] [ 26 ] [ 27 ]         |
| 5                                   | Kairi Hojo         | 29 de março de 2015     | Stardom the Highest 2015                          | Tóquio, Japão         | 1                       | 119                     | 3                       | Derrotou Io Shirai nas finais de um torneio de quatro mulheres para conquistar o campeonato vago.                                                                              | [ 8 ] [ 29 ]                |
| 6                                   | Meiko Satomura     | 26 de julho de 2015     | Stardom × Stardom 2015: Manatsu no Saiten         | Tóquio, Japão         | 1                       | 150                     | 1                       | | [ 28 ] [ 30 ] [ 31 ] [ 32 ] |
| 7                                   | Io Shirai          | 23 de dezembro de 2015  | Stardom Yearend Climax 2015: Nenkan Saishū Kessen | Tóquio, Japão         | 2                       | 546                     | 14                      | | [ 34 ]                      |
| 8                                   | Mayu Iwatani       | 21 de junho de 2017     | Galaxy Stars 2017                                 | Tóquio, Japão         | 1                       | 95                      | 2                       | | [ 33 ] [ 35 ] [ 36 ]        |
| 9                                   | Toni Storm         | 24 de setembro de 2017  | 5☆Star GP 2017 × Champions in Nagoya              | Nagoia, Japão         | 1                       | 258                     | 3                       | Essa troca de título foi inesperada, pois Mayu Iwatani deslocou o cotovelo de forma legítima, o que levou o árbitro a interromper a luta e conceder o campeonato a Toni Storm. | [ 9 ] [ 38 ] [ 39 ]         |
| 10                                  | Kagetsu            | 9 de junho de 2018      | Stardom Shining Stars 2018                        | Yokohama, Japão       | 1                       | 329                     | 8                       | | [ 37 ] [ 41 ]               |
| 11                                  | Bea Priestley      | 4 de maio de 2019       | Golden Week Stars 2019 Queen's Quest Produce      | Tóquio, Japão         | 1                       | 184                     | 5                       | | [ 40 ] [ 43 ]               |
| 12                                  | Mayu Iwatani       | 4 de novembro de 2019   | Best Of Goddess 2019                              | Tóquio, Japão         | 2                       | 377                     | 5                       | | [ 42 ]                      |
| 13                                  | Utami Hayashishita | 15 de novembro de 2020  | Sendai Cinderella                                 | Sendai, Japão         | 1                       | 409                     | 9                       | | [ 44 ]                      |
| 14                                  | Syuri              | 29 de dezembro de 2021  | Dream Queendom 2021                               | Tóquio, Japão         | 1                       | 365                     | 10                      | Esta foi uma luta winner takes all, na qual o SWA World Championship de Syuri também estava em jogo.                                                                           | [ 47 ]                      |
| 15                                  | Giulia             | 29 de dezembro de 2022  | Dream Queendom 2022                               | Tóquio, Japão         | 1                       | 115                     | 2                       | | [ 48 ]                      |
| 16                                  | Tam Nakano         | 23 de abril de 2023     | All Star Grand Queendom                           | Yokohama, Japão       | 1                       | 211                     | 3                       | | [ 49 ]                      |
| —                                   | Vago               | 20 de novembro de 2023  | —                                                 | Tóquio, Japão         | —                       | —                       | —                       | O campeonato ficou vago depois que Tam Nakano foi afastada devido a uma lesão.                                                                                                 | [ 50 ]                      |
| 17                                  | Maika              | 29 de dezembro de 2023  | Dream Queendom 2023                               | Tóquio, Japão         | 1                       | 212                     | 6                       | Derrotou Suzu Suzuki para ganhar o campeonato vago. | [ 51 ] [ 52 ]               |
| 18                                  | Natsuko Tora       | 28 de julho de 2024     | Sapporo World Rendezvous (Noite 2)                | Sapporo, Japão        | 1                       | 34                      | 0                       | | [ 53 ]                      |
| 19                                  | Tam Nakano         | 31 de agosto de 2024    | 5Star Grand Prix (Noite 12)                       | Tóquio, Japão         | 2                       | 120                     | 2                       | | [ 54 ]                      |
| 20                                  | Saya Kamitani      | 29 de dezembro de 2024  | Dream Queendom 2024                               | Tóquio, Japão         | 1                       | 221+                    | 2                       | | [ 55 ]                      |

## Reinados combinados

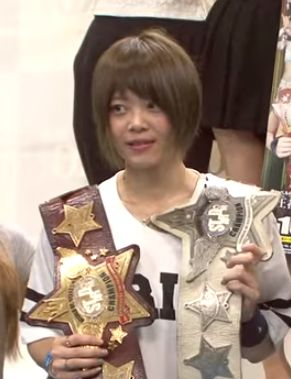
Duas vezes campeã, empatando o recorde, Mayu Iwatani, usando o design antigo do título, assim como o Wonder of Stardom Championship (à direita).

Em 7 de agosto de 2025.
| † | Indica a atual campeã |

| Rank | Lutadora           | Nº de reinados | Defesas combinadas | Dias combinados |
| ---- | ------------------ | -------------- | ------------------ | --------------- |
| 1    | Io Shirai          | 2              | 24                 | 1,014           |
| 2    | Nanae Takahashi    | 1              | 7                  | 602             |
| 3    | Mayu Iwatani       | 2              | 7                  | 472             |
| 4    | Utami Hayashishita | 1              | 9                  | 409             |
| 5    | Syuri              | 1              | 10                 | 365             |
| 6    | Tam Nakano         | 2              | 5                  | 331             |
| 7    | Kagetsu            | 1              | 8                  | 329             |
| 8    | Toni Storm         | 1              | 3                  | 258             |
| 9    | Saya Kamitani †    | 1              | 4                  | 221+            |
| 10   | Maika              | 1              | 6                  | 212             |
| 11   | Yoshiko            | 1              | 3                  | 199             |
| 12   | Bea Priestley      | 1              | 5                  | 184             |
| 13   | Meiko Satomura     | 1              | 1                  | 150             |
| 14   | Kairi Hojo         | 1              | 3                  | 119             |
| 15   | Giulia             | 1              | 2                  | 115             |
| 16   | Alpha Female       | 1              | 0                  | 43              |
| 17   | Natsuko Tora       | 1              | 0                  | 34              |